# Portugal International 2013
Die Portugal International 2013 fanden vom 25. bis zum 28. April 2013 im Centro de Alto Rendimento de Badminton in Caldas da Rainha statt. Es war die 48. Auflage dieser internationalen Titelkämpfe von Portugal im Badminton.

## Sieger und Platzierte
| Disziplin    | Gold                                      | Silber                                       | Bronze                               |
| ------------ | ----------------------------------------- | -------------------------------------------- | ------------------------------------ |
| Herreneinzel | Misbun Ramdan Mohmed Misbun               | Pablo Abián                                  | Rasmus Fladberg                      |
| Herreneinzel | Misbun Ramdan Mohmed Misbun               | Pablo Abián                                  | Marcel Reuter                        |
| Dameneinzel  | Ella Diehl                                | Ksenia Polikarpova                           | Marie Demy                           |
| Dameneinzel  | Ella Diehl                                | Ksenia Polikarpova                           | Delphine Lansac                      |
| Herrendoppel | Anders Skaarup Rasmussen Kim Astrup       | Peter Briggs Harley Towler                   | Jones Ralfy Jansen Viki Indra Okvana |
| Herrendoppel | Anders Skaarup Rasmussen Kim Astrup       | Peter Briggs Harley Towler                   | Fabian Holzer Raphael Beck           |
| Damendoppel  | Lena Grebak Maria Helsbøl                 | Keshya Nurvita Hanadia Devi Tika Permatasari | Irina Khlebko Ksenia Polikarpova     |
| Damendoppel  | Lena Grebak Maria Helsbøl                 | Keshya Nurvita Hanadia Devi Tika Permatasari | Lorraine Baumann Léa Palermo         |
| Mixed        | Jones Ralfy Jansen Keshya Nurvita Hanadia | Anders Skaarup Rasmussen Lena Grebak         | Andreas Heinz Annika Horbach         |
| Mixed        | Jones Ralfy Jansen Keshya Nurvita Hanadia | Anders Skaarup Rasmussen Lena Grebak         | Peter Briggs Samantha Ward           |